# International Football Association Board

IFAB-Logo

Das International Football Association Board (IFAB) oder kurz International Board (Bezeichnung durch die FIFA: der IFAB) ist ein internationales Gremium, das Änderungen der Fußballregeln berät und beschließt.
Hierzu treffen sich seine acht Mitglieder (vier FIFA-Mitglieder und je ein Vertreter der Verbände aus England, Nordirland, Schottland und Wales) einmal im Jahr.
Das IFAB wurde 1882 eingerichtet, als die vier „Ur-Fußballverbände“ aus dem damaligen Vereinigten Königreich von Großbritannien und Irland – England, Schottland, Wales und Irland – ein gemeinsames Turnier ihrer Nationalmannschaften, die 1884 erstmals ausgetragene British Home Championship, beschlossen. Die FIFA erkannte bei ihrer Gründung 1904 die Oberhoheit des IFAB in Regelfragen an. Seit 1913 entsendet die FIFA auch Vertreter in das IFAB. Den ehemals gesamtirischen Verband vertritt nunmehr nur das im Vereinigten Königreich verbliebene Nordirland, wobei es sich seit 1882 um denselben Verband handelt, sein Geltungsbereich sich jedoch spätestens seit 1950 nur noch auf Nordirland beschränkt. Auch nach der Unabhängigkeit Irlands 1921 wurde nämlich noch bis 1950 eine Gesamtvertretung Irlands durch den ursprünglichen irischen Verband beansprucht.
Für eine Regeländerung ist eine Mehrheit von sechs Stimmen erforderlich. Eine Besonderheit bei den Abstimmungen ist, dass die Vertreter der FIFA nur en bloc (also alle vier Stimmen gemeinsam) abstimmen, während die Vertreter der britischen Verbände einzeln votieren können. Im Ergebnis sind daher für eine Regeländerung die Zustimmung der FIFA sowie von mindestens zwei der vier britischen Verbände erforderlich.
Der IFAB hat wie die FIFA seinen Sitz in Zürich.